# Lijst van rijksmonumenten in Nieuwstadt
De plaats Nieuwstadt telt 3 inschrijvingen in het rijksmonumentenregister. Hieronder een overzicht.
| Object              | Oorspronkelijke functie?  | Bouwjaar           | Architect | Locatie          | Coördinaten?                 | Nr.?   | Afbeelding        |
| ------------------- | ------------------------- | ------------------ | --------- | ---------------- | ---------------------------- | ------ | ----------------- |
| Huize Witham        | Woonhuis                  | ca. 1700           |           | Elsenewal 1      | 51° 2' 4" NB, 5° 51' 42" OL  | 33894  | Meer afbeeldingen |
| Sint-Janskerk       | Kerk en kerkonderdeel     | 13e eeuw en laterf |           | Millenerstraat 3 | 51° 2' 10" NB, 5° 51' 37" OL | 34954  | Meer afbeeldingen |
| Voormalige raadhuis | Bestuursgebouw en onderdl | 1883               |           | Markt 1          | 51° 2' 16" NB, 5° 51' 31" OL | 521383 | Upload foto       |